# アントニオ・マセーダ
アントニオ・マセーダ・フランセス（Antonio Maceda Francés、1957年5月16日 - ）は、スペインの元サッカー選手。現役時代のポジションはDF。
現役時代はスポルティング・デ・ヒホンやレアル・マドリードで活躍し、スペイン代表としても36試合出場。1982 FIFAワールドカップ、UEFA欧州選手権1984、1986 FIFAワールドカップにも招集された。引退後は指導者としてスペインのクラブを率いた。

## 所属クラブ

### 選手として
- スポルティング・デ・ヒホン 1974-85
- レアル・マドリード 1985-88

### 指導者として
- CDバダホス 1996-97
- スポルティング・デ・ヒホンB 1997
- スポルティング・デ・ヒホン 1997
- SDコンポステラ 1998
- スポルティング・デ・ヒホン 2002-03